# Condado de Alameda
El condado de Alameda (en inglés: Alameda County), fundado en 1853, es uno de 58 condados del estado estadounidense de California. En el año 2008, el condado tenía una población de 1 474 368 habitantes y una densidad poblacional de 693.1 personas por km², convirtiéndolo en el séptimo condado más poblado del estado. La sede del condado es Oakland.

## Toponimia
Ya en 1795 se denominaba a esta región como La Alameda. En el mismo año aparecen dos topónimos similares: Arroyo de la Alameda y río de la Alameda. En 1853 se designa con este nombre al condado. La palabra alameda es una palabra española para designar a un sitio poblado de álamos, chopos o distintas variedades de la familia salicáceas.

## Geografía
Según la Oficina del Censo, el condado tiene un área total de 2126.4 km², de la cual 1908.8 km² es tierra y 215 km² (10.18%) es agua.

### Condados adyacentes
- Condado de Contra Costa (norte)
- Condado de San Joaquín (este)
- Condado de Stanislaus (sureste)
- Condado de Santa Clara (sur)
- Condado de San Francisco & condado de San Mateo (oeste)

### Localidades

#### Ciudades
Alameda |
Albany |
Berkeley |
Dublin |
Emeryville |
Fremont |
Hayward |
Livermore |
Newark |
Oakland |
Piedmont |
Pleasanton |
San Leandro |
Union City 

#### Lugares designados por el censo
Ashland |
Castro Valley |
Cherryland |
Fairview |
San Lorenzo |
Suñol 

#### Áreas no incorporadas
Albrae |
Altamont |
Asco |
Baumberg |
Brightside |
Brookshire |
Canyon |
Dougherty |
Dresser |
East Pleasanton |
Farwell |
Hall Station |
Halvern |
Kilkare Woods |
Komandorski Village |
Lorenzo Station |
Mattos |
Mendenhall Springs |
Midway |
Mountain House |
Mowry Landing |
Radum |
San Ramon Village |
Scotts Corner |
Sorenson |
Verona 

## Demografía
En el censo de 2000, había 1 443 741 personas, 523 366 hogares y 339 141 familias residiendo en el condado. La densidad poblacional era de 756 personas por km². En el 2000 había 540 183 unidades habitacionales en una densidad de 283 por km². La demografía del condado era de 48,79% blancos, 14,93% afroamericanos, 0% amerindios, 20,45% asiáticos, 0% isleños del Pacífico, 8.94% de otras razas y 5,63% de dos o más razas. 18,97% de la población era de origen hispano o latino de cualquier raza.
Según la Oficina del Censo en 2008 los ingresos medios por hogar en la localidad eran de $70 079, y los ingresos medios por familia eran $85 802. Los hombres tenían unos ingresos medios de $47 425 frente a los $36 921 para las mujeres. La renta per cápita para la localidad era de $33 974. Alrededor del 11,00% de la población estaban por debajo del umbral de pobreza.

## Transporte

### Principales autopistas
| - Interestatal 80 (Eastshore Freeway) - Interestatal 238 - Interestatal 580 (MacArthur Freeway/Arthur Breed Freeway) - Interestatal 680 (Sinclair Freeway) - Interestatal 880 (Nimitz Freeway/Cypress Freeway) - Interestatal 980 (John B. Williams Freeway) - Ruta Estatal 13 (Warren Freeway/Ashby Avenue/Tunnel Road) - Ruta Estatal 24 (William Byron Rumford Freeway) - Ruta Estatal 61 - Ruta Estatal 84 - Ruta Estatal 92 (Jackson Street) - Ruta Estatal 123 (San Pablo Avenue) – anteriormente como U.S. Route 40 - Ruta Estatal 185 (Mission Boulevard/East 14th Street) - Ruta Estatal 238 (Mission Boulevard/Foothill Boulevard) - Ruta Estatal 262 (Mission Boulevard) |